# Sidney Sheldon
Sidney Sheldon (* 11. Februar 1917 in Chicago, Illinois; † 30. Januar 2007 in Rancho Mirage, Kalifornien) war ein US-amerikanischer Schriftsteller und Oscar-prämierter Drehbuchautor. Er wurde als Produzent und Entwickler erfolgreicher Fernsehserien wie Bezaubernde Jeannie und Hart aber herzlich bekannt, in späteren Jahren verfasste er außerdem mehrere Bestseller-Romane.

## Leben und Werk
Sheldon entstammt einer jüdisch-russischen Familie. Schon in jungen Jahren entwickelte sich bei ihm ein manisch-depressives Verhalten. Mit 17 Jahren wollte er mit Schlaftabletten und Whisky Suizid begehen. Sein Vater verhinderte den frühen Tod. Sidney verdingte sich danach als Bühnen- und Drehbuchautor.
Sidney Sheldon begann seine literarische Karriere im Alter von 20 Jahren in Hollywood, wo er Rohfassungen von Drehbüchern überarbeitete. Nach dem Zweiten Weltkrieg schrieb er einige Musicals für den Broadway und arbeitete zeitgleich weiterhin als Drehbuchautor für die Metro-Goldwyn-Mayer- und Paramount-Studios in Hollywood. So adaptierte er auch das Musical Annie Get Your Gun für den gleichnamigen Spielfilm mit Howard Keel (1950). Seinen größten Erfolg hatte er jedoch 1947, als er für seine Arbeit für So einfach ist die Liebe nicht (The Bachelor and the Bobby-Soxer) mit dem Oscar für das beste Originaldrehbuch ausgezeichnet wurde. Darüber hinaus führte Sheldon bei einigen Filmen Regie und betätigte sich hin und wieder als ausführender Produzent (beides z. B. 1957 beim Film The Buster Keaton Story).
Sidney Sheldon war in erster Ehe mit der Schauspielerin Jorja Curtright verheiratet, die 1985 starb. 1989 heiratete er ein zweites Mal.
Am 30. Januar 2007 starb Sidney Sheldon im Alter von 89 Jahren an einer Lungenentzündung.

### Bezaubernde Jeannie
Neben seinen zahlreichen Drehbüchern für Spielfilme entwickelte Sidney Sheldon auch zwei Fernsehserien. Aus seiner Feder stammt die fantasievolle Sitcom Bezaubernde Jeannie (I dream of Jeannie) um einen Astronauten (gespielt von Larry Hagman), der bei einem Absturz im Pazifik einen ebenso gutmütigen wie naiven Flaschengeist (Barbara Eden) befreit und fortan durch dessen Zaubereien von einem Abenteuer ins nächste gerät. Sheldon schrieb neben der Grundidee auch die Vorlagen für 55 der 139 Folgen (u. a. unter den Pseudonymen Mark Rowane, Christopher Golato und Allan Devon) und agierte zudem als Produzent. Die Serie lief von 1965 bis 1970, erhielt 1985 und 1991 je eine Fortsetzung in Spielfilmlänge und lieferte das Vorbild für eine Zeichentrickserie (1973).

### Hart aber herzlich
1978 entwarf er die Krimiserie Hart aber herzlich (Hart to Hart) um das Millionärsehepaar Jonathan und Jennifer Hart (gespielt von Robert Wagner und Stefanie Powers) sowie deren Chauffeur Max (gespielt von Lionel Stander), die zum Zeitvertreib Kriminalfälle lösen. Die Serie wurde von 1979 bis 1984 produziert und erhielt zwischen 1993 und 1996 acht Fortsetzungen in Spielfilmlänge.

### Romane
Erst im Alter von 52 Jahren begann er damit, eigene Bücher zu veröffentlichen. Für seinen ersten Roman, Das nackte Gesicht (The Naked Face) erhielt er den renommierten Edgar Allan Poe Award der Mystery Writers of America für das beste Erstlingswerk. Vor allem Sheldons Thriller entwickelten sich zu Bestsellern, weswegen er zeitweilig sogar als meistübersetzter Autor der Gegenwart einen Eintrag im Guinness-Buch der Rekorde erhielt.
Viele seiner Werke wurden verfilmt, so Jenseits von Mitternacht 1977 mit Susan Sarandon, Blutspur 1979 mit Romy Schneider, Audrey Hepburn und James Mason, Zorn der Engel 1983 mit Jaclyn Smith, Diamanten-Dynastie 1984 als Mini-Serie mit Dyan Cannon und Donald Pleasence, Das nackte Gesicht 1984 mit Roger Moore, Rache ist ein süßes Wort 1986 als Mini-Serie mit Tom Berenger, Im Schatten der Götter 1988 mit Robert Wagner, Im Schatten der Macht 1991 mit Jane Seymour und Omar Sharif sowie Die Pflicht zu schweigen 1995 als Mini-Serie mit Brooke Shields.

## Auszeichnungen und Nominierungen
- 1947 Oscar als bester Autor eines Originaldrehbuches für So einfach ist die Liebe nicht (The Bachelor and the Bobby-Soxer)
- 1949 WGA Award (Writers Guild of America) für das beste Filmmusical: Osterspaziergang (Easter Parade)
- 1951 WGA Award für das beste Filmmusical: Duell in der Manege (Annie Get Your Gun)
- 1959 Tony Award für das beste Musical: (Redhead)
- 1967 Emmy-Award-Nominierung für die beste Fernsehserie in der Sparte Komödie: Bezaubernde Jeannie (I Dream of Jeannie)

## Werke

### Romane
- Das nackte Gesicht („The Naked Face“, dt. von Margret Schmitz). Goldmann, München 1997, ISBN 3-442-43885-3 (früherer Titel: Der Arzt und die Unsichtbaren).
- Jenseits von Mitternacht („The Other Side of Midnight“, dt. von Christiane Bertoncini). Ullstein, München 2000, ISBN 3-548-24953-1.
- Ein Fremder im Spiegel („A Stranger in the Mirror“, dt. von Egon Strohm). Ullstein, München 2000, ISBN 3-548-24860-8.
- Blutspur („Bloodline“, dt. von Martin Lewitt). Ullstein, München 2003, ISBN 3-548-25618-X.
- Zorn der Engel („Rage of Angels“, dt. von Claus Cornelius Fischer). Goldmann, München 2004, ISBN 3-442-13414-5.
- Diamanten-Dynastie („Master of the Game“, dt. von Christel Rost und Gabriele Conrad). Goldmann, München 2002, ISBN 3-442-45191-4 (früherer Titel: 100 Karat – Diamantendynastie).
- Kirschblüten und Coca-Cola („The Chase“, dt. von Thomas Nils Lindquist). Goldmann, München 1987, ISBN 3-442-43882-9.
- Kalte Glut – Rache ist ein süßes Wort („If Tomorrow Comes“, dt. von Götz Pommer). Goldmann, München 1992, ISBN 3-442-41406-7.
- Im Schatten der Götter („Windmills of the Gods“, dt. von Sigurd Engel). Goldmann, München 2002, ISBN 3-442-45193-0.
- Die Mühlen Gottes  („The Sands of Time“, dt. von Wulf Bergner). Goldmann, München 2002, ISBN 3-442-35882-5.
- Schatten der Macht („Memories of Midnight“, dt. von Wulf Bergner). Goldmann, München 1997, ISBN 3-442-43888-8.
- Die letzte Verschwörung („The Doomsday Conspiracy“, dt. von Wulf Bergner). Goldmann, München 1997, ISBN 3-442-43883-7.
- Das Imperium („The Stars Shine Down“, dt. von Wulf Bergner). Goldmann, München 2002, ISBN 3-442-45189-2.
- Die Pflicht zu schweigen („Nothing Lasts Forever“, dt. von Gerhard Beckmann). Goldmann, München 1996, ISBN 3-442-43378-9.
- Das Erbe („Morning, Noon and Night“, dt. von Gerhard Beckmann). Goldmann, München 1998, ISBN 3-442-44176-5.
- Zeit der Vergeltung („The Best Laid Plans“, dt. von Gerhard Beckmann). Goldmann, München 2001, ISBN 3-442-35419-6.
- Das Staatsgeheimnis („The Dictator“, dt. von W. M. Riegel). Edition Orbis, München 1997, ISBN 3-572-00970-7.
- Der Mitternachtsdieb („Ghost Story“, dt. von W. M. Riegel). Edition Orbis, München 1997, ISBN 3-572-00974-X.
- Der Regenmörder („The Strangler“, dt. von Tony Westermayr). Edition Orbis, München 1998, ISBN 3-572-00967-7.
- Die zwölf Gebote („The Twelve Commandments“, dt. von W. M. Riegel). Edition Orbis, München 1998, ISBN 3-572-00971-5.
- Die zehn Fragen („The Money Tree“). Edition Orbis, München 1998, ISBN 3-572-00968-5.
- Das dritte Gesicht („Tell Me Your Dreams“, dt. von Hans-Peter Krafft). Goldmann, München 2001, ISBN 3-442-35496-X.
- Wen die Götter strafen („The Sky Is Falling“, dt. von Hans-Peter Krafft). Goldmann, München 2002, ISBN 3-442-35781-0.
- Der Zorn der Götter („Are You Afraid of the Dark?“, dt. von Georg Schmidt). Blanvalet, München 2007, ISBN 978-3-442-36634-7.

### Andere
- Mein Leben zwischen den Zeilen („The Other Side of Me“, dt. von Waltraud Horbas). Blanvalet, 2007, ISBN 978-3-442-36589-0

## Filmografie
Drehbuch
- 1941: South of Panama
- 1947: So einfach ist die Liebe nicht (The Bachelor and the Bobby-Soxer)
- 1948: Osterspaziergang (Easter Parade)
- 1949: Die Tänzer vom Broadway (The Barkleys of Broadway)
- 1950: Duell in der Manege (Annie Get Your Gun)
- 1950: Nancy geht nach Rio (Nancy Goes to Rio)
- 1951: Hübsch, jung und verliebt (Rich, Young and Pretty)
- 1952: Nur dies eine Mal (Just This Once)
- 1953: Eine Leiche auf Rezept (Remains to Be Seen)
- 1953: Du und keine andere (Dream Wife) – auch Regie
- 1955: Broadway-Zauber (Anything Goes)
- 1955: Man ist niemals zu jung (You’re Never Too Young)
- 1956: Die falsche Eva (The Birds and the Bees)
- 1956: Wo Männer noch Männer sind (Pardners)
- 1957: Der Mann, der niemals lachte (The Buster Keaton Story) – auch Regie und Produktion
- 1961: Alles in einer Nacht (All in a Night’s Work)
- 1962: Spiel mit mir (Billy Rose’s Jumbo)
- 1965: Bezaubernde Jeannie (I Dream of Jeannie) (Fernsehserie)
- 1979: Hart aber herzlich (Hart to Hart) (Fernsehserie)

Literarische Vorlage
- 1976: Jenseits von Mitternacht (The Other Side of Midnight)
- 1979: Blutspur (Bloodline)
- 1982: Die Macht der Mächtigen (Teil 1+2) (Rage of Angels)
- 1983: Die Macht der Mächtigen (Teil 3+4) (Rage of angels – The Story Continues)
- 1984: 100 Karat – Die Diamanten-Dynastie (Master of the Game)
- 1984: Das nackte Gesicht (The Naked Face)
- 1986: Rache ist ein süßes Wort (If Tomorrow Comes)
- 1987: Im Schatten der Götter (Windmills of the Gods)
- 1991: Schatten der Macht (Memories of Midnight)
- 1992: Die Mühlen Gottes (Sands of Time)
- 1992: Ein Fremder im Spiegel (A Stranger in the Mirror)
- 1995: Ärztinnen – auf Leben und Tod (Nothing Lasts Forever) – nach dem Roman Die Pflicht zu schweigen